# Matt Nielsen
Matt Nielsen (Sydney, 23 de juny de 1978) és un exjugador de bàsquet australià de 2,08 metres d'alçada.
Va jugar durant dues temporades (2008-2010) amb el València Basket Club de la Lliga ACB. Des de 2021, és entrenador auxiliar als San Antonio Spurs de l'NBA.